# 星翔太
星 翔太（ほし　しょうた、1985年11月17日 - ）は、東京都葛飾区出身のフットサル選手。ポジションはピヴォ。弟の星龍太もフットサル選手である。

## 来歴
暁星小学校でサッカーを始め暁星中学校に進学。全国中学校サッカー大会に3年連続出場し、3年次には全国優勝も果たしている。その後暁星高校へ進学。
高校卒業後は早稲田大学スポーツ科学部に入学。大学では野球やテニス、格闘技など、様々なスポーツに挑戦したが、どれもサッカーを超越するほど熱中できるものではなかった。そんななか、須賀雄大や北原亘の誘いから、森のくまさんに参加、関東大学フットサルリーグへ参加したことがきっかけで本格的にフットサルを始めた。その後、関東フットサルリーグ昇格が決まっていたBOTSWANA FC MEGUROに入団。関東リーグ初シーズンの開幕戦では、前年度の3冠（関東リーグ、地域チャンピオンズリーグ、全日本選手権）を達成したFIRE FOXと対戦し、星もルーキーながら出場、勝利を収めている。
2005年には関東リーグ1stステージ4位、2ndステージ（上位リーグ）3位となり、FUTSAL地域チャンピオンズリーグ出場権を獲得。
2006年には関東リーグ1stステージで初優勝を果たした。2ndステージ（上位リーグ）では4位となった。
2007年、 関東リーグが1部・2部制へと改定されたのを機に、チーム名も「FUGA MEGURO」へと変更し、同1部で2度目の優勝を果たす。同年の地域チャンピオンズリーグでは3位に入った。
2008年には関東リーグ1部で2連覇を達成。5月から8月にはブラジルのCASCAVEL FUTSAL CLUBEへ留学。
2009年、関東フットサルリーグ史上初の3連覇達成。第14回全日本フットサル選手権大会では、同年のFリーグ1、2、3位のクラブを次々と破って優勝した。
全日本選手権終了後の2009年にはFリーグ・バルドラール浦安に移籍。
同年にはフットサル日本代表に初選出され、代表初出場を記録した中国遠征で2得点をマークした。
2010-11シーズン終了後に浦安を退団し、スペイン・プリメーラ・ディビシオンのUDグアダラハラFSに加入。
2012年6月に浦安に復帰し、2012 FIFAフットサルワールドカップ日本代表メンバーに選出された。
2016年、怪我で長期戦線離脱したこともきっかけとなり、同年9月より株式会社エードットでインターン活動を開始。人材育成プロジェクト『Playing Worker（プレイングワーカー）』を始動させた。2017年、エードットの子会社という形で株式会社アスラボを設立し、代表取締役に就任した。
2022年
2度目のW杯に出場し、世界ランキング1位、2位のスペイン、ブラジルからゴールを決める快挙を成し遂げる。
弟・龍太と共に日本代表としてW杯に出場した。史上初めての兄弟での選出となった。
また兄弟で初戦のアンゴラ戦でゴールを決め、これもまた史上初の出来事となった。
最後にはキャプテンマークを巻き、次の世代へのメッセージを残し、記憶にも残る存在となった。
また、シーズン前に異例の引退発表をし、大きな反響を呼んだ。
最終的にリーグのベスト5に唯一の日本人として選ばれ、惜しまれながら、現役引退した。

## 所属クラブ
サッカー歴
- 暁星高校

フットサル歴
- 2004年-2005年  森のくまさん
- 2004年-2009年  BOTSWANA FC MEGURO/FUGA MEGURO
- 2009年-2010年  バルドラール浦安
- 2010年-2011年  UDグアダラハラFS（英語版）
- 2011年-2012年  FSマルフィル・サンタ・コロマ（英語版）
- 2012年  アル・ラーヤンSC
- 2012年6月-2018年  バルドラール浦安
- 2018年-2022年  名古屋オーシャンズ

## 個人成績
| 国内大会個人成績 | 国内大会個人成績 | 国内大会個人成績 | 国内大会個人成績 | 国内大会個人成績 | 国内大会個人成績 | 国内大会個人成績 | 国内大会個人成績 | 国内大会個人成績 | 国内大会個人成績 | 国内大会個人成績 | 国内大会個人成績 |
| 年度             | クラブ           | 背番号           | リーグ           | リーグ戦         | リーグ戦         | リーグ杯         | リーグ杯         | オープン杯       | オープン杯       | 期間通算         | 期間通算         |
| 年度             | クラブ           | 背番号           | リーグ           | 出場             | 得点             | 出場             | 得点             | 出場             | 得点             | 出場             | 得点             |
| 日本             | 日本             | 日本             | 日本             | リーグ戦         | リーグ戦         | オーシャン杯     | オーシャン杯     | 全日本選手権     | 全日本選手権     | 期間通算         | 期間通算         |
| ---------------- | ---------------- | ---------------- | ---------------- | ---------------- | ---------------- | ---------------- | ---------------- | ---------------- | ---------------- | ---------------- | ---------------- |
| 2007             | BOTSWANA         |                  | 関東             |                  |                  |                  |                  |                  |                  |                  |                  |
| 2008             | FUGA             |                  | 関東             |                  |                  |                  |                  |                  |                  |                  |                  |
| 2009-10          | 浦安             | 9                | Fリーグ          | 25               | 10               |                  |                  |                  |                  |                  |                  |
| 2010-11          | グアダラハラ     |                  | スペイン1部      |                  |                  |                  |                  |                  |                  |                  |                  |
| 2011-12          | サンタ・コロマ   |                  | スペイン1部      |                  |                  |                  |                  |                  |                  |                  |                  |
| 2012-13          | 浦安             | 9                | Fリーグ          | 20               | 10               |                  |                  |                  |                  |                  |                  |
| 2013-14          | 浦安             | 9                | Fリーグ          | 20               | 12               |                  |                  |                  |                  |                  |                  |
| 2014-15          | 浦安             | 9                | Fリーグ          | 28               | 22               |                  |                  |                  |                  |                  |                  |
| 2015-16          | 浦安             | 9                | Fリーグ          |                  |                  |                  |                  |                  |                  |                  |                  |
| 通算             | 日本             | 日本             | Fリーグ          | 93               | 54               |                  |                  |                  |                  |                  |                  |
| 通算             | 日本             |                  |                  |                  |                  |                  |                  |                  |                  |                  |                  |
| 総通算           |                  |                  |                  |                  |                  |                  |                  |                  |                  |                  |                  |